# Бонем, Джейсон
Дже́йсон Бо́нем (англ. Jason Bonham; 15 июля 1966, Дадли, Англия) — британский барабанщик. Сын барабанщика Led Zeppelin Джона Бонема.

## Биография
Джейсон родился в городке Дадли, графство Западный Мидлендс. Вместе с отцом он снялся в фильме-концерте The Song Remains the Same, барабаня на маленькой установке. В 17 лет он становится барабанщиком группы Airrace. В 1985 году он играет в Virginia Wolf, участвует в записи двух альбомов и американском турне группы The Firm.
В 1988 году принимает участие в записи сольного альбома Джимми Пейджа Outrider и в туре в его поддержку. В мае того же года Джейсон Бонем выступает с Плантом, Пейджем и Джонсом в концерте в Нью-Йорке, приуроченном к 40-летию Atlantic Records. По мнению Джона Пола Джонса, его выступление в тот вечер было прекрасным.
В 1989 году Бонем появился как специальный гость на Московском международном фестивале мира, исполнив песню Rock and Roll вместе с известными рок-исполнителями, выступавшими в тот день.
В том же году он собрал свою собственную группу — Bonham. Хит-сингл Wait for You с их первого альбома The Disregard of Timekeeping имеет умеренный успех. После провала их альбома 1992 года Mad Hatter группа была распущена, и Джейсон Бонем сконцентрировался на сессионной работе, а также выступлениях в качестве приглашённого музыканта[прояснить].
В мае 1990 года Бонем женился на Джен Чапртерис в Киддерминстере. На свадьбе Бонем устроил джем с Джимми Пейджем, Робертом Плантом и Джоном Полом Джонсом. В этом браке родилось двое детей — сын Джагер и дочь Джез (англ. Jaz).
Бонем вместе с Полом Роджерсом участвовал в записи номинированного на «Грэмми» альбома Muddy Water Blues: A Tribute to Muddy Waters.
Через год со Слэшем и Роджерсом принял участие в фестивале Woodstock '94.
Затем Бонем вновь собирает свою группу с новым вокалистом — Марти Фредериксеном, который заменил Даниэля Макмастера. Группа получила новое название — Motherland и выпустила альбом Peace 4 Me в 1994 году.

В 1995 году Джейсон, вместе с сестрой Зоуи, представлял своего отца на церемонии введения Led Zeppelin в Зал славы рок-н-ролла. Бонем вскоре собрал ещё один сольный проект, который завершился записью альбома In the Name of My Father – The Zepset, с песнями Led Zeppelin. Поступления от альбома пошли на благотворительность.
В 1999–2003 годах Бонем играл в группе Healing Sixes.
В 2001 году на экраны вышел фильм «Рок-звезда» с Марком Уолбергом в главной роли, где Бонем сыграл роль барабанщика вымышленной группы Steel Dragon. Однако музыканты, сыгравшие в фильме участников группы, действительно записали саундтрек к фильму. 
18 июля 2003 года рок-группа UFO формирует новый состав, где барабанщиком становится Джейсон Бонем. Музыканты начинают запись семнадцатого альбома, названного You Are Here. Он вышел в свет 16 марта 2004 года, на немецком независимом лейбле Steamhammer.
В ноябре 2005 года сыгран концертный альбом Showtime, выпущенный в двух вариантах: 2 CD и 2 DVD. Альбом запечатлел выступление группы UFO в немецком городе Вильгельмсхафен 13 мая 2005 года.
В 2006 году Бонем записывался с Джо Бонамассой.
В марте 2007 года трое бывших участников Led Zeppelin встретились в лондонском отеле и договорились о первой репетиции. На роль барабанщика был единодушно предложен Джейсон Бонем, который уже играл с Плантом и Пейджем, но главное, по утверждению последнего, знал не просто все вещи Led Zeppelin, но и все без исключения концертные версии каждой композиции. После двух серий репетиций в июне и в сентябре (место проведения каждый раз хранилось в тайне) идея о воссоединении Led Zeppelin получила окончательное и всеобщее одобрение.
Первоначально концерт был запланирован на 26 ноября 2007 года на площадке O2 Arena в Лондоне, но в связи с переломом пальца у Джимми Пейджа был перенесён на 10 декабря. Право покупки билетов разыгрывалось среди зарегистрированных пользователей сайта. В ноябре было объявлено, что в концерте примут участие гитарист The Who Пит Таунсенд, бас-гитарист Билл Уаймен (входивший в состав The Rolling Stones с 1962 по 1993 год), Паоло Нутини и группа Foreigner.
Двухчасовое выступление группы 10 декабря получило наивысшие оценки музыкальных обозревателей. «То, что Led Zeppelin сделали этим вечером, доказывает, они способны по-прежнему выступать на том уровне, который изначально обеспечил им статус легенды. Нам остаётся лишь надеяться, что мы увидели их не в последний раз», — написал NME. В числе зрителей находились Дейв Грол, Чед Смит, Пол Маккартни, Брайан Мей, Дэвид Гилмор и другие известные музыканты.
В январе 2010 года Джейсон Бонем на сайте звукозаписывающей кампании Roadrunner Records сообщил о создании совместного проекта с бас-гитаристом Гленном Хьюзом. В новую группу были также вовлечены Джо Бонамасса и Дерек Шеринян. Новая группа получила название Black Country Communion. Помимо этого, Джейсон принимал участие в группе Хьюза California Breed.

## Дискография
- Airrace — Shaft of Light (1984)
- Jimmy Page — Outrider (1988)
- Bonham — The Disregard of Timekeeping (1989)
- Bonham — Mad Hatter (1992)
- Motherland — Peace 4 Me (1994)
- In The Name of My Father: The ZepSet (1997)
- When You See the Sun (1997)
- Healing Sixes — ENORMOSOUND (2002)
- UFO - You Are Here (2004)
- Joe Bonamassa — You and Me (2006)
- Foreigner — Extended Versions (2006)
- California Breed — California Breed (2014)